# جاناتان سیلورمن
جاناتان سیلورمن (انگلیسی: Jonathan Silverman؛ زادهٔ ۵ اوت ۱۹۶۶) یک هنرپیشه اهل ایالات متحده آمریکا است. وی از سال ۱۹۸۴ میلادی تاکنون مشغول فعالیت بوده‌است. از فیلم‌های معروف او می‌توان به بازی در فیلم خواهر کوچک، تاب خوردن با فینکل‌ها، قانون‌شکنی، جنس مخالف و دزدی خانه اشاره کرد.